# Canajoharie (villa)
Canajoharie es una villa ubicada en el condado de Montgomery en el estado estadounidense de Nueva York. En el año 2000 tenía una población de 2,257 habitantes y una densidad poblacional de 672.4 personas por km².

## Geografía
Canajoharie se encuentra ubicada en las coordenadas 42°54′11″N 74°34′16″O / 42.90306, -74.57111.

## Demografía
Según la Oficina del Censo en 2000 los ingresos medios por hogar en la localidad eran de $32,169, y los ingresos medios por familia eran $44,250. Los hombres tenían unos ingresos medios de $30,476 frente a los $24,125 para las mujeres. La renta per cápita para la localidad era de $17,850. Alrededor del 12.4% de la población estaban por debajo del umbral de pobreza.